# Le Crâne du Père Zé
Le Crâne du Père Zé est le troisième album de bande dessinée de la série Les Innommables.

## Synopsis
Macao, 1950. Les Jardines assistent à une course de lévrier où Anubis, le lévrier de Basil, montre des signes de dopages. Il décide de s'en débarrasser. Dans la foule, Sybil aperçoit Lychee. Elle demande à Pumpkin, son boy friend, de suivre le colonel. Tony et Tim croisent la route de Basil à qui ils récupèrent la statuette du Yellow Ox et son lévrier. Ils rejoignent rapidement Mac qui sort d'un cinéma complètement déprimé et hanté par Roseau-Fleuri et Alix. Alix, justement, est blâmée par ses supérieurs pour avoir échoué dans sa mission et est envoyé dans une fabrique de poudre de Macao pour une mission de dernière classe. Le trio embarquent à bord de son paquebot, le père Zé, un jésuite qui doit conduire le reliques de Saint-François-Xavier à sa léproserie mais une jeune archéologue anglaise tente de récupérer ces ossements qui, pour elle, n'ont rien à voir avec les reliques d'un saint...

## Personnages
- Lieutenant Gô-Mi-Neh : détective chargé de retrouver miss Matheson.
- Porte en Saindoux : matrone des filles du Lotus Pourpre. C'est aussi la mère adoptive de Roseau Fleuri. Elle est capable d'interroger le yu-kien, un oracle.
- Le Rescapé du Torquemada : il est juif et semble avoir un penchant pour écorcher toute personne qui se met au travers de sa route. Basil Jardine lui tire dessus mais il est sauvé par un jeune chinois qui l'amène au père Zé.
- Le colonel Lychee : tueur redoutable. Il décide de changer d'identité à Macao. Il est désormais Joao Camoès.
- Alix Yin Fu : espionne de la Chine communiste en mission à Hong Kong. Elle a été envoyée en mission le 6 février 1949. On lui assigne une mission de dernière classe pour la punir d'avoir échoué dans la précédente mais sa seule obsession est de retrouver Mac. Elle met en scène sa mort et part retrouver Mac à Hong-Kong.
- Nick Mc Buttle (Mac) : c'est le leader du trio des Innommables. C'est le patron du Lotus Pourpre. Il est éperdument tombé amoureux d'Alix, une espionne communiste.
- Basil Jardine : frère de Sybil et fils d'Edgar. Il s'apprête à empoisonner son père pour prendre sa place.
- Timothy O'Rey (Tim) : homme de petite taille, naïf comme un enfant. Il est toujours équipé d'une Batte de baseball dont il sait très bien se servir. C'est le petit du trio. Il fait sa puberté en quelques minutes au contact d'une jeune archéologue.
- Miss Matheson : maîtresse de Basil et riche héritière d'une autre famille de coloniaux anglais. Elle a été assassinée par Lychee.
- Sybil Jardine : fille de Sir Edgar Jardine et sœur de Basil. Elle est la maîtresse du colonel Lychee.
- Dandruf : policier aux ordres du lieutenant Gô-Mi-Neh.
- Edgar Jardine : 1879-1950. Père de Sybil et de Basil. C'est le patriarche de la plus honorable famille de Hong Kong, descendante d'un fameux pirate écossais, William Jardine, également fondateur de la colonie anglaise sur Hong Kong. Il semble avoir moins de pouvoir qu'on pourrait penser.
- Robert : compradore chinois des Jardine depuis 1906.
- Anubis : lévrier de Basil Jardine qui sera adopté par Tony et Tim.
- Pumpkin : boy-friend de Sybil. Il est impuissant et niais.
- Li Bi Dho : chef de triade qui renseigne Lychee.
- Anthony Key (Tony) : constamment sarcastique et négatif. C'est le barbu du trio.
- Mulligan O'Rourke : capitaine des pirates, Irlandais et noir. Il fait du business avec Mac, Tony et Tim. C'est un hong goun, un membre non asiatique, du Yellow Ox.
- Eça : jeune métis sino-portugais qui aide Mac à retrouver Alix. Au cours de son enquête, il tombe sur le rescapé du Torquemada qui est prisonnier chez le père Zé.
- Lieutenant Adam Damage : bricoleur de génie. Il a suivi le trio et est devenu le mécanicien attitré de leur remorqueur.
- Chieh : autre espionne communiste. Elle considère Alix comme sa rivale. Elle lui succède dans sa mission à la suite de son échec.
- K'ang Sheng : chef des services secrets communistes chinois et supérieur hiérarchique d'Alix.
- Zoltan Raimundo : dit « père Zé ». C'est un jésuite qui travaille dans un léproserie à Coloane. Il ne se sépare jamais des restes de Saint-François-Xavier.
- Raoul : le cochon adoptif de Mac.
- L'Anglaise : archéologue anglaise à la recherche du « sinanthropus pékinensis », l'« homme de Pékin », homme-singe pléistocène.
- Le Contremaître : il travaille à la fabrique où est envoyé Alix. Il essaye d'abuser d'elle.
- Ching Soao : femme pirate de la triade du Yellow Ox. Elle a une vipère apprivoisée qu'elle appelle son « petit maître ».
- Porte-en-Velours : ancienne prostituée du Lotus Pourpre que Mac retrouve dans la léproserie de Coloane.

## Autour de l'album
Huit ans après la sortie d'Aventure en jaune chez Bédéscope, paraît enfin la suite de cette aventure. Cet épisode fait partie du Cycle de Hong-Kong, histoire de près de 300 pages déjà imaginée telle quelle à l'époque où Yann et Conrad dessinaient les Innommables dans Spirou.
Le style graphique rompt avec celui des albums précédent. En quelques années, Conrad s'est détaché du style de Franquin pour se rapprocher de celui de Morris.
C'est le premier album de la nouvelle collection des Innommables. Deux autres chapitres sont annoncés au dos de couverture et l'album sort avec trois couvertures différentes. La même stratégie marketing que celle utilisée pour la série Pin-Up qui paraît la même année et qui est elle aussi écrite par Yann. Plus tard, avec les rééditions de Shukumeï et Aventure en jaune, cet album sera réédité comme 3e tome de la série.

## Éditions
- Le Crâne du Père Zé, Dargaud, 1994 : Première édition. Couverture avec Alix en gros plan et les innommables en arrière-plan.
- Le Crâne du Père Zé, Dargaud, 1994 : Première édition. Couverture avec le dragon du Lotus Pourpre de profil et les Innommables.
- Le Crâne du Père Zé, Dargaud, 1994 : Première édition. Couverture avec le dragon de face et Alix assise en dessous.
- Le Crâne du Père Zé, Dargaud, 2000 : Réédition avec numérotation. Cet album porte le numéro 2. La couverture est celle avec le dragon de face et Alix assise en dessous mais avec une couleur de fond légèrement différente.
- Le Cycle de Hong Kong, Dargaud, 2000 : l'épisode Le Crâne du Père Zé est retravaillé. Certains flash-back sont supprimés. 240 planches.
- Le Crâne du Père Zé, Dargaud, 2002 : réédition avec nouvelle couverture et nouvelle maquette.